# Macomona liliana
Macomona liliana är en musselart som först beskrevs av Tom Iredale 1915.  Macomona liliana ingår i släktet Macomona och familjen Tellinidae. Inga underarter finns listade i Catalogue of Life.

## Bildgalleri

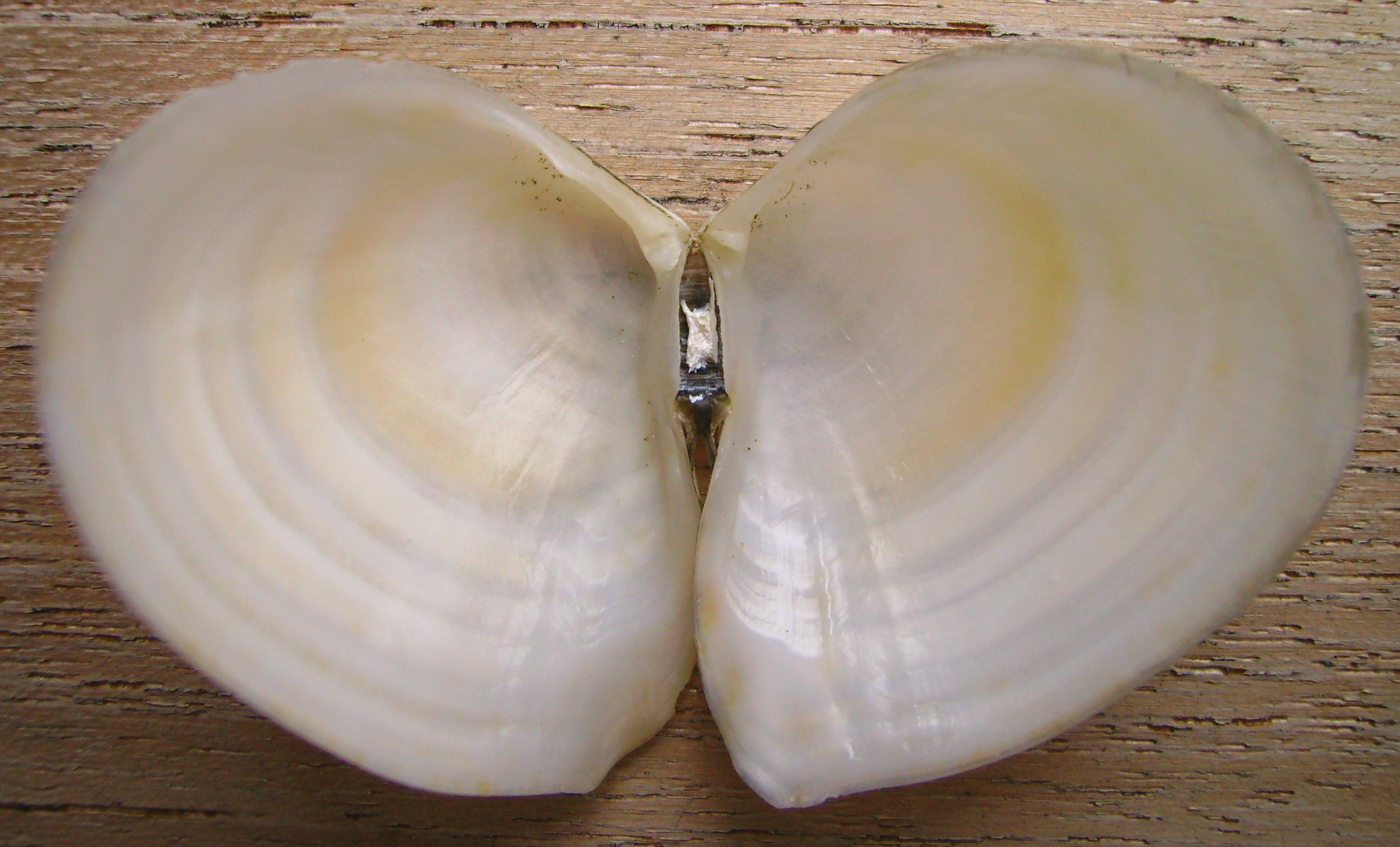